# كورنيليس
كورنيليس (بالإندونيسية: Cornelis)‏ هو سياسي إندونيسي، ولد في 27 يوليو 1953 في منطقة وصاية سانغاو في إندونيسيا. حزبياً، نشط في الحزب الديمقراطي الإندونيسي للنضال.